# Ezio Foppa Pedretti
Ezio Foppa Pedretti (Telgate, 3 giugno 1927 – Bergamo, 28 settembre 2010) è stato un imprenditore e dirigente d'azienda italiano, fondatore nel 1945, con il fratello Tito, della Fabbrica di giocattoli dei Fratelli Foppa Pedretti, oggi Foppapedretti.

## Biografia
Figlio della maestra di Telgate, terzo di quattro fratelli (il primogenito, Giuseppe, muore nel 1943 in guerra), con un nonno che costruisce mobili e lo zio Pierino titolare di una fabbrichetta per la produzione di manici per ombrelli, frequenta prima la scuola professionale a Palazzolo sull'Oglio e poi l'Istituto tecnico industriale di Bergamo. Si diploma a 17 anni e va a lavorare in un'officina meccanica di Seriate. Lascia dopo solo un mese perché non gli piace lavorare il metallo e comincia a frequentare la sera la fabbrica dello zio, dove lavora anche il padre Luigi e dove può utilizzare le macchine per realizzare piccoli giocattoli: camioncini, trenini, carriole, mobili in miniatura. La fantasia è tale da venire soprannominato "grè de pier", granello di pepe. Con i soldi dei genitori riesce a comprare una sega a nastro, un piccolo trapano, una pialla a filo e una a spessore, in un locale di casa continua a produrre piccoli giocattoli, cestini, aste flessibili di legno di acacia per una tessitura locale, facendosi aiutare dal fratello Tito e dalla sorella Letizia. Inizia così alla fine del 1945 l'avventura che porterà alla nascita, all'inizio del 1946, di quella che sarà la fabbrica dei fratelli Foppa Pedretti.
Le macchine aumentano di numero e sono poi traslocate in un capannone mentre la loro gestione è affidata al padre Luigi, che si licenzia dall'aziendina del fratello; vengono assunti alcuni ragazzi appena usciti dalle scuole professionali, la mamma si occupa della contabilità, la sorella Letizia segue il reparto verniciatura, lui e il fratello vanno in giro nei dintorni per procurarsi clienti. Si lavora tutti i giorni, compresa mezza domenica. Nel 1950 viene preso un secondo capannone, il laboratorio artigianale si avvia a diventare un'attività industriale, sono costruiti anche prodotti per la prima infanzia come i seggioloni pieghevoli, i box per i bebè, i lettini, i pallottolieri per arrivare alle mini-scrivanie per studenti. Sempre in legno. Nel 1956 il primo spazio alla Fiera campionaria di Milano dopo che già da un paio d'anni è diventato fornitore della Rinascente.
Negli anni sessanta la produzione si allarga alle valigie per campeggio, negli anni settanta ai mobili per giardino. In azienda lavora anche la moglie di Ezio, Bianca Brevi, sposata nel 1955; lavoreranno anche i quattro figli: Pinangela, Enrica, Annamaria, Gianluigi e i tre mariti delle figlie. Tra di loro Luciano Bonetti, classe 1948, ingegnere elettrotecnico al Politecnico di Milano. Sposato con Pinangela, entra in azienda nel 1975 come responsabile della produzione e dopo tre anni ne diventa direttore commerciale: è lui ad inventarsi il nuovo marchio dell'azienda, una quercia che germoglia in continuazione e cresce, l'"albero delle idee" capace di produrre sempre nuovi frutti. A metà degli anni ottanta l'ingresso nei prodotti per la casa: scale, assi da stiro, stendibiancheria, portascarpe, sedie e tavoli, utensili per la cucina. In legno naturalmente: faggio, abete, betulla, pioppo, anche il truciolare assemblato.
Nel 1981, anno in cui il nome dell'azienda viene unito in Foppapedretti, è costruito uno stabilimento per ospitare 120 dipendenti; nel 1988 la sede è trasferita da Telgate al nuovo quartier generale di Grumello del Monte, in un'area di 42.000 metri quadrati che ospita 250 dipendenti, quasi a ridosso dell'autostrada Milano-Venezia; alla fine degli anni novanta è realizzato a Bolgare, a pochi chilometri di distanza, la Foppapedretti Technology, completamente automatizzato.
Ezio, tutto casa e bottega, diventa un grande tifoso della squadra femminile di pallavolo di Bergamo da quando, nel 1992, comincia a sponsorizzarla. La squadra, che da allora porta il nome dell'azienda, militava in serie B2 e in soli quattro anni era approdata in A1, collezionando una serie di titoli.
Nel 2005 Ezio è insignito del titolo "Nonno dell'anno" nell'ambito di un concorso del settimanale per ragazzi Il Giornalino (Periodici San Paolo).